# シリアの政党
シリアの政党（シリアのせいとう）には、次のものがある。

## 政党の一覧
- アラブ社会主義復興党（バアス党） - 政権与党。
- アラブ社会主義者運動
- 国民誓約党
- 統一社会主義者党
- 統一社会民主主義党
- アラブ社会主義連合
- アラブ民主連合党
- アラブ社会主義連合民主党
- アラブ社会党
- シリア共産党
- シリア民主社会党
- アラブ革命労働者党
- 共産主義行動党
- シリア社会民族党
- ムスリム同胞団
- イスラーム解放党
- シリア・クルド民主党（アル・パールティー）
- シリア・クルド左派党
- クルド・シリア民主党
- シリア・クルド進歩民主党
- シリア・クルド民主統一党（イェキーティー）
- シリア・クルド・イェキーティー党
- シリア・クルド国民民主党
- シリア・クルディスターン民主パールティー
- シリア民主連合党
- クルド・シリア民主合意
- シリア・クルド・ムスタクバル潮流
- シリア・クルド・アザーディー党
- シリア・アッシリア運動
- シリア改革党
- シリア近代民主主義党